# Les Percussions de Guinée
L'Ensemble National des Percussions de Guinée a été fondé fin 1987 par le Ministère de l'Information, de la Culture et du Tourisme de la République de Guinée à l'initiative de son Directeur National de la Culture Télivel Diallo et de l'artiste français François Kokelaere avec les meilleurs batteurs des ballets nationaux.
Dans sa phase d'expérimentation début 88, plusieurs batteurs de chaque ballet national furent recrutés. A savoir pour le Ballet Djoliba : Koungbanan Condé, Aboubacar Fatouabou Camara, Lancei Kanté, Mbemba Bangoura et pour les Ballets Africains : Noumoudy Keïta, Lamine Soumah, Laurent Camara, Gbaworo Keïta encadré par Italo Zambo et François Kokelaere.
A la fin de cette période d’essai, fin 1988 sont retenus Koungbanan Condé, Aboubacar Fatouabou Camara, Lancei Kanté, Noumoudy Keïta, Lamine Soumah, pour les ballets nationaux auxquels se joignent Aly Sylla et Mamadouba Camara issus des ballets privés, sous la direction artistique de François Kokelaere.
Leur répertoire est inspiré de la musique traditionnelle des quatre régions naturelles de la Guinée - Haute-Guinée, Basse-Côte, Fouta Djallon et Guinée forestière - mais avec une présentation scénique moderne dans la lignée artistique des ballets nationaux.
Cette première version originale du groupe comprenait sept batteurs et occasionnellement pour certains contrats spécifiques, trois danseuses. Les dernières années, le célèbre balafoniste El Hadi Djeli Sory Kouyaté accompagnait le groupe.
Après 1995 lors de la reprise du groupe par Mamoudou Condé, le projet devint un ballet de quinze membres qui comprenait sept batteurs, ainsi qu’un flûtiste, un balafoniste, un joueur de kora et des danseuses.
En 2015, la direction de la culture nomme Aboubacar Fatouabou Camara, directeur de l’Ensemble National.
En 2020, il est rejoint par François Kokelaere comme Conseiller artistique. Les sept musiciens sont alors : Aboubacar Fatouabou Camara, Daniel Camara, Hamidou Camara, François Camara, Emmanuel Camara, Bangaly Amy Soumah et Mohamed Kouyaté. Ils reprennent alors le répertoire historique de l’Ensemble National des Percussions de Guinée.

## Histoire
A la fin des années 50, Keïta Fodéba, créé à Paris une compagnie de danse appelée Les Ballets Africains de Keïta Fodéba sur la base d’une rencontre d'artistes panafricains. En 1960 il est accueilli par Sékou Touré qui lui propose de recruter les meilleurs artistes des différentes ethnies de la Guinée. Sa compagnie devient alors Les Ballets Africains de la République de Guinée qui existe encore aujourd’hui.
Entre 1987 et 1995, l'ensemble national réalise de nombreuses tournées à travers le monde. 
De 1988 à 1995, le groupe parcours le monde et génère un enthousiasme incomparable. Géré en quasi autonomie, les artistes tournent sans accompagnateur et sans problème particulier avec un professionnalisme reconnu de tous.
En 1995, à la suite d'un changement politique au sein de la Direction Nationale de la Culture et au décès du leader charismatique Noumoudy Keïta, François Kokelaere et Aboubacar Fatouabou Camara décident de le quitter, jugeant les nouvelles conditions de travail et d’organisation inacceptables et incompatibles avec l’esprit original de la création du groupe. L'ensemble national est alors confié aux ballets nationaux et devient un ballet.
À partir de cette date, Mamoudou Condé gère et dirige les spectacles des différents ballets nationaux. En 1994, il a reçu un prix de la Chambre de commerce de Rochester, New York, pour sa contribution au développement et à la promotion des arts. Cela a été le catalyseur de la création de sa société World Music Production Inc pour préserver, diffuser et promouvoir la culture africaine dans le monde.
En 1998, le Département des Arts et de la Culture de la République de Guinée le nomme directeur général et producteur des Percussions de Guinée, et pour représenter le ministère de la Jeunesse et de la Culture de la République de Guinée dans le monde. En 2000, il commence à travailler avec le Ballet National Djoliba de la République de Guinée (créé par Harry Belafonte ). En 2001, le gouvernement guinéen le mandate pour gérer Les Ballets Africains. En 2002, sa société World Music Productions Inc. Intervient afin que Les Percussions de Guinée apparaissent dans le film IMAX, Pulse: A Stomp Odyssey.
Le premier groupe de percussions guinéen entièrement féminin, Amazones — Women Master Drummers of Guinea, a également été officiellement créé cette année-là.
Selon les mots de Mamoudou Condé, « il est très important que nous enseignons notre culture à tous, en particulier à la jeune génération, afin que la sagesse et la valeur de notre civilisation soient diffusées et honorées dans le monde entier ».
En 2020, Aboubacar Fatouabou Camara est nommé directeur de l’Ensemble National des Percussions de Guinée rejoint par François Kokelaere comme Conseiller artistique.